# Ротзельберг
Ротзельберг (нем. Rothselberg) — община в Германии, в земле Рейнланд-Пфальц. 
Входит в состав района Кузель. Подчиняется управлению Вольфштайн.  Население составляет 688 человек (на 31 декабря 2010 года). Занимает площадь 8,74 км².